# لاندا مار
لاندا مار یک ستاره است که در صورت فلکی مار قرار دارد.